# USS Marsh (DE-699)
USS Marsh (DE-699) là một tàu hộ tống khu trục lớp Buckley được Hải quân Hoa Kỳ chế tạo trong Chiến tranh Thế giới thứ hai. Tên nó được đặt theo Thiếu úy Hải quân Benjamin Raymond Marsh Jr. (1916-1941), người từng phục vụ trên thiết giáp hạm Arizona (BB-39) và đã tử trận trong cuộc tấn công Trân Châu Cảng vào ngày 7 tháng 12, 1941. Nó đã phục vụ cho đến khi chiến tranh kết thúc, và tiếp tục hoạt động trong giai đoạn Chiến tranh Triều Tiên và Chiến tranh Lạnh cho đến khi xuất biên chế năm 1962 và bị tháo dỡ năm 1974. Marsh được tặng thưởng một Ngôi sao Chiến trận do thành tích phục vụ trong Thế Chiến II, rồi thêm bốn Ngôi sao Chiến trận khác khi hoạt động tại Triều Tiên.

## Thiết kế và chế tạo
Những chiếc thuộc lớp tàu hộ tống khu trục Buckley có chiều dài chung 306 ft (93 m), mạn tàu rộng 37 ft 1 in (11,30 m) và độ sâu mớn nước khi đầy tải là 11 ft 3 in (3,43 m). Chúng có trọng lượng choán nước tiêu chuẩn 1.400 tấn Anh (1.400 t); và lên đến 1.740 tấn Anh (1.770 t) khi đầy tải. Hệ thống động lực bao gồm hai turbine hơi nước General Electric công suất 13.500 mã lực (10.100 kW), dẫn động hai máy phát điện công suất 9.200 kilôwatt (12.300 hp) để vận hành hai trục chân vịt;  công suất 12.000 hp (8.900 kW) cho phép đạt được tốc độ tối đa 23 kn (26 mph; 43 km/h), và có dự trữ hành trình 6.000 nmi (6.900 mi; 11.000 km) khi di chuyển ở vận tốc đường trường 12 kn (14 mph; 22 km/h).
Vũ khí trang bị bao gồm ba pháo 3 in (76 mm)/50 cal trên tháp pháo nòng đơn có thể đối hạm hoặc phòng không, một khẩu đội 1,1 inch/75 caliber bốn nòng và tám pháo phòng không Oerlikon 20 mm. Vũ khí chống ngầm bao gồm một dàn súng cối chống tàu ngầm Hedgehog Mk. 10 (có 24 nòng và mang theo 144 quả đạn); hai đường ray Mk. 9 và tám máy phóng K3 Mk. 6 để thả mìn sâu. Khác biệt đáng kể so với lớp Evarts dẫn trước là chúng có thêm ba ống phóng ngư lôi Mark 15 21 inch (533 mm). Thủy thủ đoàn đầy đủ bao gồm 186 sĩ quan và thủy thủ.
Marsh được đặt lườn tại xưởng tàu của hãng Defoe Shipbuilding Company tại Bay City, Michigan vào ngày 23 tháng 6, 1943. Nó được hạ thủy vào ngày 25 tháng 9, 1943; được đỡ đầu bởi bà Ben R. Marsh, mẹ Thiếu úy Marsh, và nhập biên chế vào ngày 12 tháng 1, 1944 dưới quyền chỉ huy của Hạm trưởng, Thiếu tá Hải quân Perry Maurice Fenton.

## Lịch sử hoạt động

### Thế Chiến II

#### Mặt trận Đại Tây Dương
Sau khi hoàn tất việc chạy thử máy huấn luyện tại khu vực Bermuda và sửa chữa sau chạy thử máy, Marsh hoạt động thực hành huấn luyện và hộ tống vận tải ven biển tại khu vực bờ biển Đông Bắc. Nó khởi hành từ New York vào ngày 25 tháng 3, 1944 cho chuyến hộ tống vận tải vượt Đại Tây Dương đầu tiên, đi đến Plymouth, Anh và quay trở về đến vùng bờ Đông vào ngày 1 tháng 5. Đến ngày 23 tháng 5, nó lại lên đường hộ tống cho một đoàn tàu vận tải khác đi sang Bắc Phi; và sau đó nó đã hoàn tất thêm hai chuyến hộ tống vận tải khứ hồi từ vùng bờ Đông sang mặt trận Địa Trung Hải. Băng qua eo biển Gibraltar vào ngày 9 tháng 7, nó hộ tống các đoàn tàu vận tải đi lại giữa các cảng Bắc Phi đến Malta và miền Nam nước Ý cho đến giữa tháng 8. Con tàu khởi hành từ Naples vào ngày 14 tháng 8 trong thành phần lực lượng tấn công để tham gia Chiến dịch Dragoon, cuộc đổ bộ lên miền Nam nước Pháp. Sau đó nó tiếp tục ở lại khu vực trong một tháng tiếp theo, hỗ trợ hải pháo và hộ tống các tàu vận tải cho chiến dịch này.

#### Mặt trận Thái Bình Dương
Khi lực lượng Đồng Minh đã chiếm được ưu thế rõ rệt tại mặt trận Tây Âu, Marsh được điều sang khu vực Mặt trận Thái Bình Dương. Nó lên đường Mers El Kébir, Algeria từ vào ngày 28 tháng 9, băng qua kênh đào Panama vào giữa tháng 10, và đi đến Eniwetok vào ngày 20 tháng 12. Trong năm tháng tiếp theo, con tàu phục vụ hộ tống cho tàu bè đi lại giữa Guam, Saipan, Ulithi và Iwo Jima.
Đến tháng 5, 1945, Marsh tham gia vào hoạt động bình định các đảo còn do Nhật Bản chiếm đóng tại quần đảo Mariana, vốn đã bị bỏ qua trong giai đoạn tiến quân trước đây. Nó phát thanh tuyên truyền thuyết phục đối phương đầu hàng bằng tiếng Nhật và tiếng Okinawa khi di chuyển giữa các nhóm đảo Asuncion, Anatahan, Alamagan, Sarigan, Maug và Agrihan, rồi tiếp nhận những tù binh chiến tranh khi họ đầu hàng. Ở những nơi mà việc tuyên truyền không đem đến kết quả, nó hộ tống cho các tàu đổ bộ và bắn hải pháo hỗ trợ cho hoạt động tấn công chiếm đóng. Vào giữa tháng 7, sự kháng cự của đối phương trên một số đảo còn khá kiên quyết. Trong vai trò soái hạm của Lực lượng Viễn chinh Bắc Mariana, con tàu tiếp tục chỉ huy hoạt động của lực lượng nhỏ dưới quyền đối đầu với những điểm kháng cự còn lại, tạo những khu vực hạ cánh an toàn cho máy bay ném bom Đồng Minh quay trở về sau khi không kích xuống chính quốc Nhật Bản. Trên các đảo đã được bình định, nó đặt những trạm khí tượng và cột mốc dẫn đường máy bay nhằm giúp đỡ phi công không quân.
Tách khỏi lực lượng viễn chinh vào ngày 11 tháng 8, Marsh lên đường hướng đến Okinawa và quay trở lại nhiệm vụ hộ tống vận tải. Trên đường đi, Nhật Bản đã chấp nhận đầu hàng vào ngày 15 tháng 8 giúp kết thúc cuộc xung đột. Nó thực hiện các chuyến đi đến khu vực Marianavà sau đó đến Tokyo. Rời Tokyo vào ngày 31 tháng 8, nó đi đến Trân Châu Cảng vào ngày 24 tháng 9, nơi nó được cải biến và bổ sung thiết bị cung cấp điện để hoạt động như một trạm phát điện nổi di động. Sau khi hoàn tất, con tàu đi đến vào ngày 26 tháng 10 để phục vụ cung cấp điện cho đến cuối năm 1945.

### 1946 - 1950
Quay trở về Hoa Kỳ vào đầu năm 1946, Marsh được đại tu tại San Pedro, California trước khi khởi hành vào ngày 16 tháng 5 để đi sang khu vực Nam Thái Bình Dương. Đi đến Kwajalein vào ngày 31 tháng 5, nó phục vụ cho việc cung cấp điện tại hòn đảo này cho đến tháng 9, rồi lên đường đi Guam. Con tàu được lệnh tiếp tục đi sang Thanh Đảo và Busan, phục vụ cùng Đệ Thất hạm đội trong các hoạt động chiếm đóng tại Trung Quốc và Triều Tiên. Quay trở về cảng nhà Trân Châu Cảng vào ngày 31 tháng 3, 1947, trong những năm tiếp theo nó hoạt động tại khu vực quần đảo Hawaii và ngoài khơi bờ biển phía Nam California. Nó cũng từng được phái đến hoạt động tại Eniwetok trong hai tháng vào năm 1948.

### Chiến tranh Triều Tiên
Sau khi quân đội Bắc Triều Tiên bất ngờ vượt vĩ tuyến 38 tấn công lãnh thổ Nam Triều Tiên vào ngày 25 tháng 6, 1950, khiến Chiến tranh Triều Tiên bùng nổ, được huy động khẩn cấp, đi đến Yokosuka, Nhật Bản vào ngày 7 tháng 9 và lên đường hướng sang Pusan vào ngày 14 tháng 9. Con tàu đi đến cảng Incheon vào ngày 9 tháng 10 và ở lại đây hỗ trợ cho việc phòng thủ khu vực cho đến cuối tháng. Sau đó nó đi đến Masan để cung cấp điện cho thành phố cảng này trong một tháng kể từ ngày 9 tháng 11, rồi quay trở lại Pusan tiếp nối vai trò cung cấp điện cho các căn cứ quân sự gần bến tàu. Tại đây vào ngày 8 tháng 2, 1951, nhiều thành viên thủy thủ đoàn của nó được biểu dương do tích cực tham gia nỗ lực chữa cháy, tại một kho xăng Lục quân kế cận bến tàu mà con tàu neo đậu.
Quay trở về Hoa Kỳ vào ngày 26 tháng 3, Marsh ở lại cảng San Francisco trong ba tháng trước chuyển đến phục vụ cùng Trường Sonar Hạm đội tại San Diego cho đến tháng 4, 1952. Nó hoạt động như tàu huấn luyện đồng thời tham gia cơ động thực hành cùng các đơn vị khác ngoài khơi bờ biển phía Nam California.
Đến ngày 15 tháng 5, một lần nữa Marsh được phái đến khu vực chiến sự. Nó hoạt động tuần tra dọc theo bờ biển phía Tây bán đảo Triều Tiên, chủ yếu tại khu vực Sochon-Do cho đến cuối tháng 5. Nó đi sang Okinawa để thực tập chống tàu ngầm, rồi quay trở lại vùng biển Triều Tiên vào ngày 21 tháng 6, hộ tống bảo vệ các tàu sân bay Bataan (CVL-29) và HMS Ocean (R68) trong biển Hoàng Hải. Đến tháng 7, nó đi xuống phía Nam để tuần tra trong eo biển Đài Loan, rồi quay trở lại vùng chiến tuyến vào ngày 22 tháng 8, thoạt tiên tuần tra dọc bờ biển phía Tây bán đảo, nhưng sau đó chuyển sang vùng bờ Đông vào cuối tháng 9 để tham gia hoạt động phong tỏa. Con tàu đã bắn phá các điểm tập trung và đầu mối vận tải tại các khu vực cho đến ngày 14 tháng 11, khi nó lên đường đi Yokosuka cho hành trình quay trở về Hoa Kỳ.

### 1953 – 1962
Trong năm năm tiếp theo, Marsh luân phiên những lượt hoạt động từ căn cứ San Diego, chủ yếu phục vụ cùng Trường Sonar Hạm đội trong sáu tháng, với những lượt biệt phái hàng năm sang hoạt động tại khu vực Tây Thái Bình Dương. Trong các lượt hoạt động tại Viễn Đông, ngoài các nhiệm vụ thường lệ nó còn tham gia các đợt khảo sát đại dương, đo nhiệt độ và khảo sát dòng hải lưu đại dương tại các khu vực quần đảo Mariana và Marshall. 
Vào ngày 10 tháng 9, 1957, Marsh đi vào Xưởng hải quân San Francisco để được đại tu nhằm chuẩn bị ngừng hoạt động. Nó còn thực hiện thêm hai chuyến đi đến Mexico và Hawaii trước khi được cho xuất biên chế tại San Diego vào ngày 16 tháng 8, 1958; tuy nhiên con tàu vẫn tiếp tục hoạt động trong thành phần dự bị. Nó phục vụ như tàu huấn luyện chống tàu ngầm, đặt căn cứ tại Long Beach, California, và tiến hành những chuyến đi huấn luyện cho nhân sự thuộc Hải quân Dự bị Hoa Kỳ tại khu vực Long Beach-Los Angeles.
Do tình hình căng thẳng bởi vụ Khủng hoảng tên lửa Cuba vào năm 1961, Marsh được huy động trở lại để hoạt động thường trực. Nó nhập biên chế trở lại vào ngày 15 tháng 12, rồi lên đường vào ngày 6 tháng 1, 1962 để chuyển đến cảng nhà mới Trân Châu Cảng. Con tàu khởi hành từ Hawaii vào ngày 10 tháng 2 để đi sang khu vực Tây Thái Bình Dương, đặt căn cứ tại vịnh Subic, Philippines và thực hành huấn luyện và tuần tra phối hợp cùng các đơn vị Hải quân Nam Việt Nam từ ngày 18 tháng 3 đến ngày 21 tháng 5. Quay trở về Long Beach vào ngày 17 tháng 7, con tàu một lần nữa lại đưa trở về thành phần dự bị vào ngày 1 tháng 8, 1962 và tiếp nối vai trò huấn luyện dự bị cho đến năm 1969.
Marsh cuối cùng cũng được cho rút tên khỏi danh sách Đăng bạ Hải quân vào ngày 15 tháng 4, 1973, và con tàu được bán để tháo dỡ vào ngày 20 tháng 2, 1974.

## Phần thưởng
Marsh được tặng thưởng một Ngôi sao Chiến trận do thành tích phục vụ trong Thế Chiến II, rồi thêm bốn Ngôi sao Chiến trận khác khi hoạt động trong cuộc Chiến tranh Triều Tiên.
|             |             |                                                       |
| Bronze star |             |                                                       |
|             | Bronze star | Bronze star · Bronze star · Bronze star · Bronze star |
|             |             |                                                       |

| Huân chương Chiến dịch Hoa Kỳ                                           |                                                                 |                                                          |
| Huân chương Chiến dịch Châu Á-Thái Bình Dương với 1 Ngôi sao Chiến trận | Huân chương Chiến dịch Châu Âu-Châu Phi-Trung Đông              | Huân chương Chiến thắng Thế Chiến II                     |
| Huân chương Phục vụ Chiếm đóng Hải quân                                 | Huân chương Phục vụ Phòng vệ Quốc gia với 1 Ngôi sao Chiến trận | Huân chương Phục vụ Triều Tiên với 4 Ngôi sao Chiến trận |
| Huân chương Viễn chinh Lực lượng Vũ trang                               | Huân chương Liên Hợp Quốc Phục vụ Triều Tiên                    | Huân chương Phục vụ Chiến tranh Triều Tiên (Hàn Quốc)    |